# Keltisk knude
En keltisk knude (irsk: snaidhm Cheilteach, walisisk: cwlwm Celtaidd, kornisk: kolm Keltek, skotsk gælisk: snaidhm Ceilteach) er en type af knude og stiliseret grafisk repræsentation af knuder der bruges til dekoration, og i særdeleshed i keltisk insulær kunst. Disse knuder kendes især for deres brug i ornamenter på kristne monumenter og manuskripter, som Lichfieldevangelierne, Book of Kells Lindisfarneevangelierne. De fleste er uendelige knuder og mange er variationer af kurvefletknuder.
Sammenflettede mønstre kendes tilbage fra slutningen af Romerriget. Knudemønstre optræder i tredje og fjerde århundrede e.v.t. og kan ses på romerske gulvmosaikker. Udvikling af knudemønstre ses i byzantinsk arkitektur, illuminerede manuskripter, koptisk kunst, keltisk kunst, islamisk kunst, bogilluminationer fra Kijevriget, ethiopisk kunst og europæisk arkitektur og bogilluminationer. 
Keltiske knudedesigns blev populære i tatoveringer i USA i 1970'erne og 1980'erne.

## Eksempler
| |
| En lille del af The Great Pavement, en romersk mosaik lagt omkring år 325 i Woodchester, Gloucestershire, England |

|                                                                               |
| Romansk kors på toppen af St. Susannakirken, Santiago de Compostela, Galicien |

|                             |
| Cahir Abbey, c. 1400-tallet |

|                                                                  |
| Design påvirket af keltisk knudedesign i Lindisfarneevangelierne |

|                                   |
| Simpel form for keltisk knudekors |

|                                        |
| Dekorativ version keltisk "high cross" |

|                                                   |
| Et semi-keltisk kors med en stor symmetrisk knude |

| |
| Keltisk knudedesign af Steve Ball brugt på King Crimson's Discipline og logoet på Discipline Global Mobile |

|                                              |
| Let modificeret version af semikeltisk knude |

|                 |
| Triquetra-knude |

|                                  |
| Maskingenereret zoomorfisk knude |